# Lac Begnas
Le lac Begnas (en népalais : बेगनास ताल) est un lac du Népal situé dans le district de Kaski.

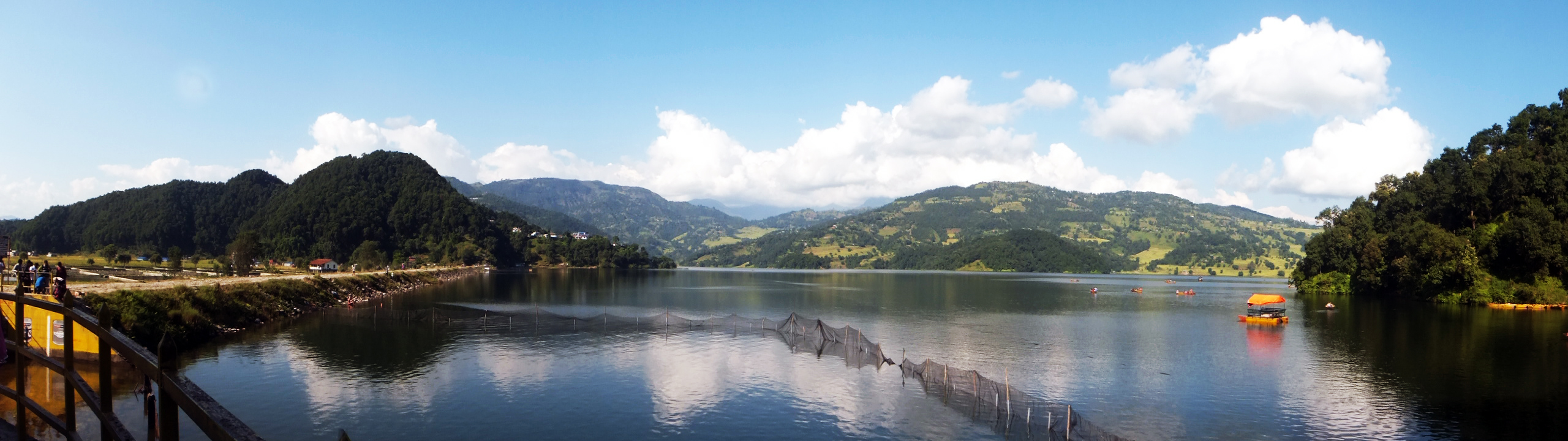
Vue panoramique du lac Begnas.